# Coulmannia ramosae
Coulmannia ramosae is een pissebed uit de familie Paramunnidae. De wetenschappelijke naam van de soort is voor het eerst geldig gepubliceerd in 2004 door Castelló.